# 천서초등학교
천서초등학교는 대한민국 전북특별자치도 익산시에 있는 공립 초등학교이다.

## 학교 연혁
- 1938. 05. 15. 춘포제2공립심상소학교 인가
- 1941. 04. 01. 천서국민학교로 개칭
- 2000. 03. 01. 전라북도익산교육청 지정 , 컴퓨터 교육시범학교
- 2002. 03. 01. 전라북도교육청 지정 , ICT 활용교육 연구(시범)학교
- 2007. 03. 01. 전라북도교육청 지정, 교원능력개발 선도학교(2009년 3년차 지정)
- 2009. 12. 11. 제10회 아름다운 학교 최우수상 수상
- 2012. 12. 12. jb교육과정 우수학교상 수상
- 2014. 03. 01. 제26대 박헌구 교장 취임
- 2015. 02. 13. 제72회 졸업 9명(총 5,851명)
- 2015. 03. 01. 어울림학교 지정(2015년~2017년)
- 2015. 03. 01. 숲꿈학교 지정

## 참고 자료
- 천서초등학교 - 한국교육학술정보원 학교알리미